# Julia Kallenberg
Julia Kallenberg (* 30. August 1982) ist eine ehemalige deutsche Basketballspielerin.

## Laufbahn
Die aus einer Basketballfamilie stammende Kallenberg spielte als Jugendliche beim VfL Waiblingen, 1998 ging sie zum Zweitligisten zur BSG Basket Ludwigsburg. Im Jahr 2000 gelang ihr mit Ludwigsburg der Sprung in die erste Liga. Die 1,77 Meter messende Flügelspielerin wurde in den Altersklassen U18 und U20 in die Auswahlen des Deutschen Basketball Bundes berufen.
Zu Jahresbeginn 2003 wechselte Kallenberg zum AC Maverin Parma in die höchste Spielklasse Italiens, spielte nach ihrer Rückkehr nach Deutschland beim TuS Jena. Im August 2003 stand sie erstmals in einem A-Länderspiel auf dem Feld und bestritt in diesem Jahr alle ihre acht Einsätze für die DBB-Damen-Auswahl. Es folgte von Oktober 2003 bis Februar 2004 ein Abstecher zu CBF Cáceres (zweite Liga Spaniens), ehe sie nach Ludwigsburg zurückkehrte und mit dem Verein in der Saison 2003/04 wieder in die Bundesliga aufstieg. 2006 erfolgte der Abstieg, die Flügelspielerin verstärkte die Ludwigsburgerinnen anschließend auch in der zweiten Liga.